# Verwaltungsgemeinschaft Kurort Seiffen - Deutschneudorf - Heidersdorf
Die Verwaltungsgemeinschaft Kurort Seiffen – Deutschneudorf – Heidersdorf (bis zum 12. Februar 2021 Verwaltungsgemeinschaft Seiffen/Erzgeb.) in Sachsen besteht aus
- Deutschneudorf mit den Ortsteilen Deutschneudorf, Brüderwiese, Deutscheinsiedel, Deutschkatharinenberg und Oberlochmühle
- Heidersdorf mit den Ortsteilen Heidersdorf und Niederseiffenbach
- Kurort Seiffen/Erzgeb. mit den Ortsteilen Bad Einsiedel, Heidelbach (nur die ehemalige Glashütte), Heidelberg, Niederseiffenbach (teilweise), Oberseiffenbach, Seiffen und Steinhübel

Die Verwaltungsgemeinschaft trat am 1. April 2000 in Kraft.
Im Gemeinschaftsausschuss hat Seiffen drei Sitze, Heidersdorf zwei Sitze und Deutschneudorf zwei Sitze.  Die Gemeinde Seiffen ist erfüllende Gemeinde und Verwaltungssitz.